# وسوسه باشکوه (فیلم ۱۹۵۴)
وسوسه باشکوه (انگلیسی: Magnificent Obsession) فیلمی در ژانر رمانتیک به کارگردانی داگلاس سیرک است که در سال ۱۹۵۴ منتشر شد.

## بازیگران
- جین وایمن
- راک هادسن
- باربارا راش
- اگنس مورهد
- اوتوی کروگر
- گرگ پالمر
- می کلارک
- جک کلی